# Malcolm Glazers overtagelse af Manchester United
Manchester United F.C. blev børsnoteret i 1990, hvor de både havde sportslig- og økonomisk succes. Desuden blev fodbold i England, som en direkte følge af Premier League og Tv-aftalen med Sky, mere poplært. Dette førte til, at klubbens værdi blev voldsomt øget. Værdien var så tilpas høj at man ikke regnede med en ekstern overtagelse. Alligevel klarede Malcolm Glazer via sit selskab Red Football Ltd. at få kontrol over klubben i juni 2005. Selskabet blev straks taget af børsen.

## En øget aktieandel
Glazer har haft aktier i United siden 2003. Den 23. september 2003 blev det rapporteret, at han havde en andel på 3,17 %. Dermed overskred han grænsen på 3 %, som betød at bestyrelsen skulle informeres. Der havde været mange snakke om overtagelse af klubben, enten af Glazer eller andre interesserede. Den 20. oktober havde han en aktieandel 8,93 %. Den 29. oktober samme år blev det rapporteret, at han havde 15 % af aktierne, og at han havde mødt David Gill, Manchester United F.C.'s direktør, for at forklare ambitionerne bag det forgående opkøb. Den 12. februar 2004 øgede Glazer sin aktieandel til 16,3 %, og den efterfølgende dag blev det rapporteret at han havde haft et møde med Commerzbank om en mulig overtagelse. Samme dag stegt aktiekursen med 5 % og dermed var klubbens værdi på £741 millioner. Glazer øgede igen sin akieandel til 19 % i juni 2004, dog var de stadigvæk ikke den med flest aktier. Opkøbene fortsatte, og i oktober 2004 nåede han 30 %. Da denne grænse blev nået, skulle han give et formelt bud på at overtage klubben.

## Kontrol med klubben
Den 12. maj 2005 fik han en aftale med aktieejerne J.P. McManus og John Magnier om at købe deres aktiepost på tilsammen 28,7 %. Dermed havde han 57 % af aktierne i klubben. Senere opkøbte han en anden aktieejer, hvilket fik hans aktieandel op på 62 %. Bare timer senere havde han sikret sig yderligere 9,8 %, og kontrollerede derfor 71,8 % af klubben.
Den 16. maj 2005 øgede Glazer sin andel til 75 %, og havde da mulighed for at afslutte klubbens status som alment aktieselskab. Den 14. juni 2005 fik han kontrol på 97,3 % af aktierne, hvilket gjorde, at han fik fuld kontrol. 28. juli passerede han grænsen på 98 %, som betød, at han havde mulighed for at opkøbe de resterende aktieejere. Værdien på klubben nærmede sig £800 millioner.

## Fremtiden
Glazer-familiens intentioner for overtagelsen af klubben er fortsat uklare, men det er alment kendt at de ønsker at øge markedsværdien i USA, Asien og Afrika, hvor United allerede er et kendt mærkenavn og har en solid fanbase.
I 2005-06 sæsonen blev Old Traffords kapacitet øget. I tillæg fik klubben i april 2006 ny hovedsponsor fra USA, American International Group (AIG), som ejer store dele af en hedgefond, som hjalp Glazer med at finansiere opkøbet af klubben. Klubben har skrevet under på en stor kontrakt med Nike. Dette er til trods for, at klubbens tilhængere er bange for øget gæld.

## Refinansering
I juni 2006 annoncerede klubben en refinanseringspakke. Gælden, som kom da Glazer overtog klubben, blev delt mellem Glazer-familien og klubben. Klubben havde rundt regnet en gæld på £256 millioner. Summen er ca. £660 millioner, som det betales £62 millioner i rente for hvert år.